# Nicolae Mihai Pavelescu
Nicolae Pavelescu (n. 4 noiembrie 1950 – d. 18 iunie 2008) a fost un profesor de matematică din județul Vâlcea, cunoscut pentru activitatea sa didactică, contribuțiile aduse în domeniul educației matematice și implicarea în formarea elevilor performanți din România. A activat în principal în cadrul Colegiului Național „Mircea cel Bătrân” din Râmnicu Vâlcea și a fost membru activ al Societății de Științe Matematice din România (SSMR) – Filiala Vâlcea. Este considerat o personalitate de referință a învățământului vâlcean, iar numele său rămâne asociat cu formarea a numeroase generații de elevi pasionați de matematică. Activitatea sa didactică și editorială continuă să fie apreciată în rândul colegilor de breaslă și al elevilor care i-au urmat cursurile.

## Activitate profesională

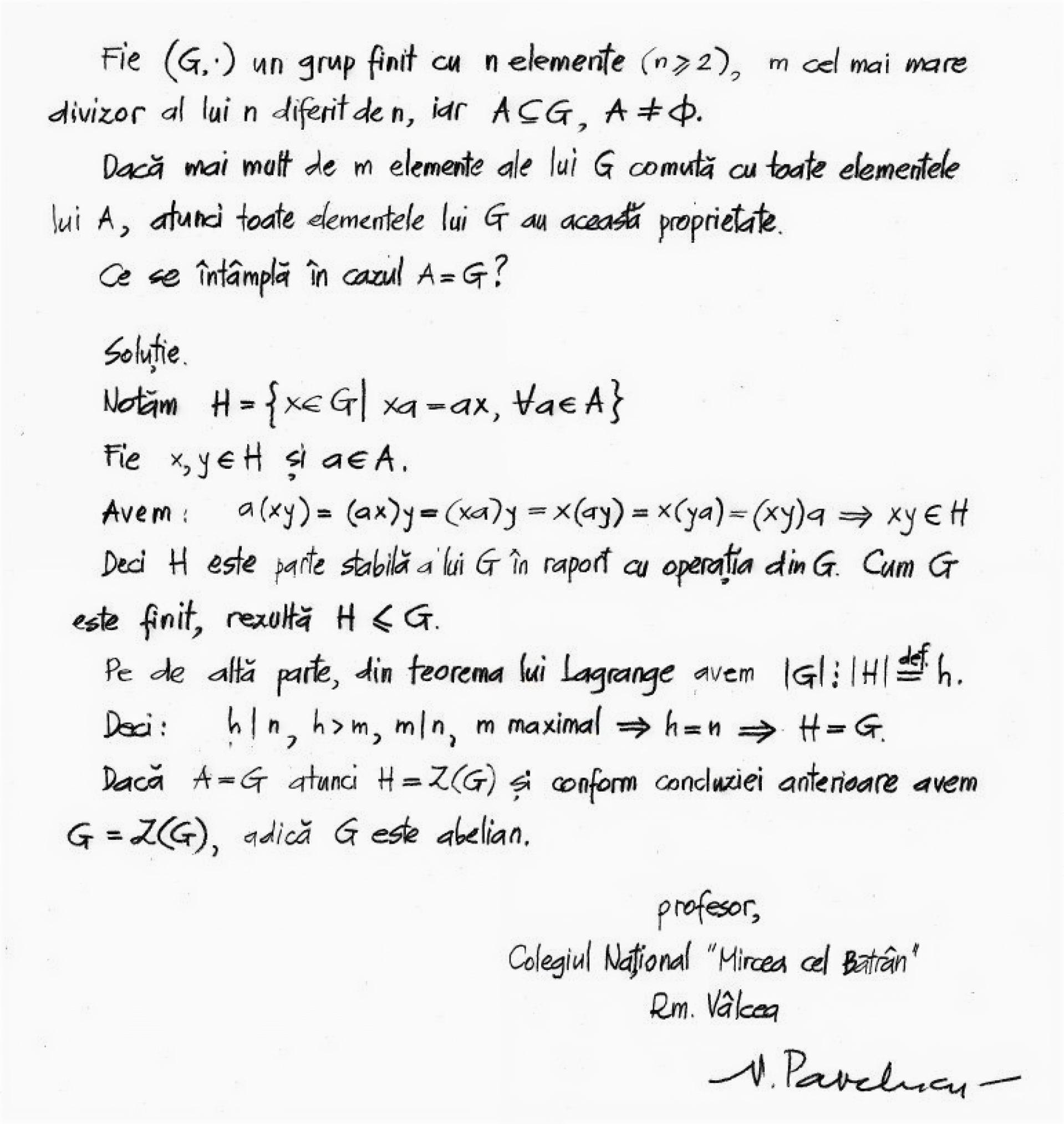

În 1977 a absolvit Facultatea de Matematică, din cadrul Universității „Babeș-Bolyai" din Cluj. În același an, prin repartiție guvernamentală, a fost numit profesor la Liceul de matematică-fizică ,,Vasile Roaită", în prezent Colegiul Național „Mircea cel Bătrân". Regretatul profesor a lucrat neîntrerupt în această școală, până când boala l-a obligat să se pensioneze în 2007.
În timpul carierei sale, profesorul Nicolae Pavelescu s-a remarcat prin rezultatele obținute de elevii săi la concursuri și olimpiade de matematică, atât la nivel județean, cât și național. A fost recunoscut drept un cadru didactic dedicat și exigent, care a contribuit semnificativ la promovarea excelenței în învățământul matematic. A fost ales Membru în Consiliul de Conducere și apoi Președinte al Societății de Științe Matematice, filiala Vâlcea, iar cu ocazia împlinirii a 100 de ani de apariție neîntreruptă a „Gazetei Matematice", în 1995, i s-a decernat „Medalia jubiliară".

În cadrul colegiului, Nicolae Mihai Pavelescu s-a remarcat prin rigoarea lecțiilor și rezultatele obținute de elevii săi atât la olimpiadele școlare, cât și prin accederea acestora la facultăți de profil. Președinta comisiei metodice de matematică a școlii, Victoria Gibescu, declara despre el: 
„Până și cel mai tânăr dintre noi, Nicolae Pavelescu – despre ale cărui lecții, la care am asistat, am spus întotdeauna că sunt fără reproș – și-a ocupat un loc bine stabilit în această bătălie a recordurilor.”

## Contribuții editoriale
De-a lungul activității sale, profesorul Pavelescu a participat la multe concursuri de matematică și simpozioane organizate pe plan județean și național, în cadrul cărora au fost propuse numeroase probleme ce poartă semnătura sa și a colaborat cu cei mai prestigioși matematicieni ai țării, printre care și regretatul profesor Laurențiu Panaitopol. Bogata sa activitate publicistică poate fi apreciată prin cărțile la a căror apariție a contribuit în calitate de coautor, de exemplu: „Olimpiadele balcanice de matematică", „Olimpiadele naționale de matematică pentru Gimnaziu", „Culegere de probleme pentru bacalaureat", „Concursuri și olimpiadele vâlcene de matematică", „Probleme de matematică - gimnaziu si liceu", precum și prin numeroase probleme și articole cu conținut științific - informativ semnate în paginile cunoscutei Gazete a Societății Științifice de Matematică din România (14 articole și note matematice, 179 probleme), dar și în Revista de Matematică a colegiului înființată în 1998 și în Revista de Matematică din Timișoara (5 articole și note matematice, 25 probleme) și în alte reviste de specialitate.
Într-un clasament retrospectiv privind contribuțiile publicate ale celor mai prolifici autori de probleme din ultimul secol, între 1895 și 2005, realizat de Societatea de Științe Matematice din România, Nicolae Mihai Pavelescu se situează pe locul 25 la nivel național.
În anul 2009, la Biblioteca Județeană „Antim Ivireanul” din Râmnicu Vâlcea, a fost lansată o culegere de matematică semnată de Nicolae Pavelescu, intitulată „Probleme și exerciții pentru gimnaziu și liceu”. Lucrarea a fost apreciată pentru claritatea expunerii și gradul de dificultate echilibrat, adresându-se atât elevilor, cât și profesorilor.

## Comemorare și recunoaștere
În semn de omagiu, începând cu anul 2004, se organizează anual, la Colegiul Național „Mircea cel Bătrân” din Râmnicu Vâlcea, Concursul Interjudețean de Matematică „Mathematica – Modus Vivendi”, care include și o Sesiune de Comunicări Științifice „Nicolae Pavelescu”, dedicată profesorilor de matematică din învățământul preuniversitar. Evenimentul este organizat în parteneriat cu Inspectoratul Școlar Județean Vâlcea și SSMR.
„Profesorul Nicolae Pavelescu rămâne unul dintre marii problemiști ai generației mele și unul dintre exponenții principali ai matematicii vâlcene din ultimii 35 de ani. Avea cel mai frumos scris din câte am văzut, iar arta scrisului său concorda cu noblețea caracterului și claritatea de cristal a ideilor sale."- Profesor doctor Marcel Țena, Redactor Șef al Gazetei Matematice, București.